# Uptar
Uptar (in lingua russa Уптар) è un centro abitato dell'Oblast di Magadan.